# Chuck Cooper (attore)
Chuck Cooper (Cleveland, 8 novembre 1954) è un attore e cantante statunitense, noto soprattutto come interprete di musical a Broadway.

## Biografia
Ha recitato in numerosi musical e ha vinto il Tony Award al miglior attore non protagonista in un musical per The Life nel 1997. Ha recitato a Broadway anche in Amen Corner (1983), Passion (1994), Chicago (2001), Caroline, or Change (2004), Lennon (2005),  Finian's Rainbow (2009) e Amazing Grace (2015). È apparso in altre produzioni di rilievo nell'Off Broadway e nel resto degli Stati Uniti, tra cui: The Tap Dance Kid (1985), Caroline, or Change (Off Broadway, 2004), Hair (Off Broadway, 2004), The Mikkado (New York, 2011), Annie get your gun (Encores! 2015) e West Side Story (New York, 2016). Nel 2022 ha ottenuto una candidatura al Tony Award al miglior attore non protagonista in un'opera teatrale per Trouble in Mind, in cui aveva recitato a Broadway nel 2021.
Sposato in seconde nozze con Deborah Brevoort dal 2009, dal primo matrimonio con Tisa Farley ha avuto i figli Eddie, Alex e Lilli Cooper.

## Filmografia parziale

### Cinema
- Il giurato (The Juror), regia di Brian Gibson (1996)
- Gloria, regia di Sidney Lumet (1999)
- Un amore senza tempo (Evening), regia di Lajos Koltai (2007)
- A Vigilante, regia di Sarah Dagger-Nickson (2018)
- The Public's Much Ado About Nothing, regia di Kenny Leon (2019)
- Gli amici delle vacanze, regia di Clay Tarver (2021)
- Tick, Tick... Boom!, regia di Lin-Manuel Miranda (2021)

### Televisione
- Young People's Specials - serie TV, episodio 1x05 (1984)
- Law & Order - I due volti della giustizia (Law & Order) - serie TV, 5 episodi (1991-2009)
- Beautiful - serie TV, 8 episodi (1995)
- Power - serie TV, 5 episodi (2017-2020)
- New Amsterdam - serie TV, episodio 1x19 (2019)
- City on a Hill - serie TV, episodio 1x01 (2019)
- Bluff City Law - serie TV, episodio 1x05 (2019)
- Great Performances - serie TV, episodio 47x09 (2019)
- Little Voice - serie TV, 6 episodi (2020)
- Power Book II: Ghost - serie TV, episodio 1x02 (2020)

## Doppiatori italiani
Nelle versioni in italiano delle opere in cui ha recitato, Christian Camargo è stato doppiato da:
- Massimo Pizzirani ne Il giurato
- Roberto Stocchi in Gloria
- Mario Bombardieri in Un amore senza tempo
- Vittorio Di Prima in Law & Order - I due volti della giustizia (ep. 11x06)
- Gabriele Martini in White Collar
- Ermanno Ribaudo in House of Cards - Gli intrighi del potere
- Enzo Avolio in The Good Wife
- Antonio Angrisano in Bull
- Roberto Fidecaro in Little Voice
- Ambrogio Colombo in Gli amici delle vacanze